# Leoš Friedl
Pour les articles homonymes, voir Friedl.
Leoš Friedl, né le 1er janvier 1977 à Jindřichův Hradec, est un joueur de tennis tchèque, professionnel de 1997 à 2011.
Il est surtout un joueur de double. Il a en effet remporté 16 titres dans cette discipline au cours de sa carrière, dont 14 avec František Čermák.

## Biographie
Friedl est l'entraîneur de Karolína Plíšková entre juillet et décembre 2022.

## Parcours dans les tournois duGrand Chelem

### En simple
N'a jamais participé à un tableau final.

### En double
| Année | Open d'Australie            | Open d'Australie            | Internationaux de France | Internationaux de France | Wimbledon                  | Wimbledon                 | US Open                    | US Open                 |
| ----- | --------------------------- | --------------------------- | ------------------------ | ------------------------ | -------------------------- | ------------------------- | -------------------------- | ----------------------- |
| 2000  | —                           | —                           | —                        | —                        | 1er tour (1/32) T. Cibulec | A. O'Brien J. Palmer      | 1er tour (1/32) T. Cibulec | P. Hanley N. Healey     |
| 2001  | 2e tour (1/16) T. Cibulec   | W. Arthurs N. Zimonjić      | 1/4 de finale T. Cibulec | M. Bhupathi L. Paes      | 2e tour (1/16) T. Cibulec  | C. Haggard T. Vanhoudt    | 2e tour (1/16) T. Cibulec  | W. Arthurs M. Hill      |
| 2002  | 1/8 de finale R. Štěpánek   | E. Ferreira R. Leach        | 1er tour (1/32) P. Luxa  | J. Balcells E. Massa     | 2e tour (1/16) T. Cibulec  | M. Knowles D. Nestor      | 1er tour (1/32) T. Cibulec | J. Gimelstob J. Tarango |
| 2003  | 2e tour (1/16) F. Čermák    | N. Lapentti T. Woodbridge   | 1/8 de finale F. Čermák  | M. Bhupathi M. Mirnyi    | 2e tour (1/16) F. Čermák   | J. Erlich A. Ram          | 1/8 de finale F. Čermák    | M. Knowles D. Nestor    |
| 2004  | 1/8 de finale F. Čermák     | J. Björkman T. Woodbridge   | 1/8 de finale F. Čermák  | B. Bryan M. Bryan        | 1er tour (1/32) F. Čermák  | J. Gimelstob S. Humphries | 1er tour (1/32) F. Čermák  | R. Koenig T. Parrott    |
| 2005  | 1er tour (1/32) F. Čermák   | I. Labadze R. Wassen        | 1/8 de finale F. Čermák  | L. Paes N. Zimonjić      | 1/8 de finale F. Čermák    | S. Huss W. Moodie         | 2e tour (1/16) F. Čermák   | J. Benneteau N. Mahut   |
| 2006  | 2e tour (1/16) F. Čermák    | M. Fyrstenberg M. Matkowski | 2e tour (1/16) F. Čermák | J. Benneteau N. Mahut    | 1er tour (1/32) F. Čermák  | C. Suk R. Vik             | 1/4 de finale M. Youzhny   | M. Damm L. Paes         |
| 2007  | 1er tour (1/32) M. Kohlmann | T. Cibulec R. Schüttler     | 2e tour (1/16) D. Škoch  | C. Berlocq P. Cuevas     | 2e tour (1/16) F. Čermák   | L. Dlouhý P. Vízner       | 2e tour (1/16) F. Čermák   | M. Melo A. Sá           |
| 2008  | 2e tour (1/16) D. Škoch     | C. Ball A. Feeney           | —                        | —                        | —                          | —                         | —                          | —                       |
| 2009  | —                           | —                           | 2e tour (1/16) D. Škoch  | D. Nestor N. Zimonjić    | 1/8 de finale D. Škoch     | B. Bryan M. Bryan         | 1/8 de finale J. Levinský  | C. Ball C. Guccione     |
| 2010  | 1er tour (1/32) D. Škoch    | L. Dlouhý L. Paes           | 1er tour (1/32) D. Škoch | J. Benneteau M. Llodra   | 1er tour (1/32) D. Škoch   | R. Lindstedt H. Tecău     | 1er tour (1/32) D. Vemić   | Be. Becker L. Mayer     |
| 2011  | —                           | —                           | —                        | —                        | 1er tour (1/32) D. Martin  | M. Mirnyi D. Nestor       | —                          | —                       |

N.B. : le nom du ou de la partenaire se trouve sous le résultat ; le nom des ultimes adversaires se trouve à droite.

### En double mixte
| Année | Open d'Australie                | Open d'Australie            | Internationaux de France     | Internationaux de France   | Wimbledon                   | Wimbledon                   | US Open                      | US Open                   |
| ----- | ------------------------------- | --------------------------- | ---------------------------- | -------------------------- | --------------------------- | --------------------------- | ---------------------------- | ------------------------- |
| 2001  | -                               | -                           | -                            | -                          | Victoire D. Hantuchová      | Liezel Huber Mike Bryan     | -                            | -                         |
| 2002  | -                               | -                           | -                            | -                          | 1er tour (1/32) Tina Križan | Liezel Huber Mike Bryan     | -                            | -                         |
| 2003  | -                               | -                           | 2e tour (1/8) Anna Smashnova | C. Fernández Gastón Etlis  | 1/2 finale Liezel Huber     | M. Navrátilová Leander Paes | 1/2 finale J. Husárová       | K. Srebotnik Bob Bryan    |
| 2004  | 2e tour (1/8) J. Husárová       | V. Ruano Mark Knowles       |                              |                            |                             |                             | 1er tour (1/16) J. Husárová  | Ai Sugiyama Kevin Ullyett |
| 2005  |                                 |                             |                              |                            |                             |                             | 1er tour (1/16) J. Husárová  | Dinara Safina Andy Ram    |
| 2006  |                                 |                             |                              |                            |                             |                             | 1er tour (1/16) Liezel Huber | Yan Zi Todd Perry         |
| 2007  | 1er tour (1/16) Tathiana Garbin | E. Daniilídou Chris Haggard | -                            | -                          |                             |                             | -                            | -                         |
| 2008  | -                               | -                           | -                            | -                          | -                           | -                           | -                            | -                         |
| 2009  | -                               | -                           | 1er tour (1/16) V. Uhlířová  | P. Parmentier Marc Gicquel | -                           | -                           | -                            | -                         |
| 2010  | -                               | -                           | -                            | -                          | 1er tour (1/32) L. Hradecká | K. Jans-Ignacik S. González | -                            | -                         |

N.B. : le nom de la partenaire se trouve sous le résultat ; le nom des ultimes adversaires se trouve à droite.